# Gata
Gata su selo u koje se smjestilo ispod planine Mosor, 25 kilometara istočno od Splita. 
Nalaze se u sastavu grada Omiša (Splitsko-dalmatinska županija). 

## Zemljopisni položaj
Nalaze se u Poljicima.

## Povijest
Dijelom su prostora povijesne Poljičke Republike.
Teško su stradala u četničkom krvavom pohodu 1. listopada 1942., kada su Rokvićevi četnici pobili mnoštvo seljana i spalili selo. Za taj zločin nitko nikad nije odgovarao.

## Stanovništvo
Imaju oko 600 stanovnika, a sastoje se od sljedećih zaseoka: Podgrac, Gomila, Pocelje, Čovići i Kuvačići. U Gatima žive Hrvati katolici.
| broj stanovnika | 407   | 440   | 440   | 487   | 559   | 598   | 617   | 621   | 580   | 586   | 1141  | 600   | 644   | 628   | 596   | 567   | 599   |
|                 | 1857. | 1869. | 1880. | 1890. | 1900. | 1910. | 1921. | 1931. | 1948. | 1953. | 1961. | 1971. | 1981. | 1991. | 2001. | 2011. | 2021. |

## Poznate osobe
- don Ivan Pivčević, hrvatski katolički svećenik i zavičajni povjesničar

## Znamenitosti
- Crkva Uznesenja Marijina, zaštićeno kulturno dobro
- Crkva sv. Jure, zaštićeno kulturno dobro
- Crkva sv. Petra